# Jurij Gika
Jurij Gika (romunsko Gheorghe Ghika, albansko Gjergj Gjika), ustanovitelj dinastije Gika, je bil leta 1658–1659 knez Moldavije in leta  1659–1660 knez Vlaške, * 3. marec 1600, Köprülü, Rumelija, Osmansko cesarstvo, † 2. november 1664.
Rojen je bil v albanski družini v Köprülü (sedaj Veles, Makedonija). V mladosti se je ukvarjal s trgovanjem. Z očetom sta svoje poslovanje razširila in se preselila v Moldavijo, kjer sta obogatela. Oče je dobil plemiški naslov in bil kot ambasador poslan k Visoki porti v Carigrad. V Moldaviji je bil izbranec vojvode Vasilija Lupa, v Carigradu pa se je spoprijateljil z velikim vezirjem   Köprülü Mehmed Pašo, ki mu je pomagal priti na knežji položaj. 
Kot knez Vlaške je preselil prestolnico Vlaške iz Târgovișta v Bukarešto.
Njegov sin je bil vlaški knez Gregor I. Gika.

## Sklica
1. ↑  http://www.ghika.net/Branches/Gheorghe.pdf
2. ↑  Spânu, Vlad (2004). Historical Dictionary of Moldova. Lanham, MD: Scarecrow Press, INC. str. 164. ISBN 978-0-8108-5607-3. Pridobljeno 14. oktobra 2013.
3. ↑  Richardson, Charles Francis (1898). The International Cyclopedia: A Compendium of Human Knowledge, Rev. with Large Additions, Volume 6. Pridobljeno 14. oktobra 2013.

| Jurij Gika Dinastija GikaRojen: 3. marec 1600 Umrl: 2. november 1664 |                                  |                              |
| Vladarski nazivi                                                     |                                  |                              |
| Predhodnik: Jurij Štefan                                             | Moldavski knez/vojvoda 1658–1659 | Naslednik: Konstantin Șerban |
| Predhodnik: Mihnea III.                                              | Vlaški knez 1659–1660            | Naslednik: Gregor I. Gika    |